# Спящие (телесериал)
«Спя́щие» — российский шпионский драматический телесериал, премьера которого состоялась 9 октября 2017 года на «Первом канале». Главные роли в сериале исполняют Игорь Петренко и Наталья Рогожкина.

## Сюжет
Сюжет фильма разворачивается в 2013 году в период обострения обстановки на Ближнем Востоке и в Северной Африке, осложнения внешнеполитической обстановки в Европе и охватывает события нескольких недель, в течение которых российским спецслужбам удалось разоблачить сложную и опасную комбинацию своих заокеанских оппонентов.
«Спящие» — программа иностранных спецслужб, предполагающая использование ранее внедрённых в органы управления и крупного бизнеса агентов, ожидающих в «спящем режиме» команду на активные действия. О программе знают лишь несколько ветеранов, создававших сеть. На фоне межгосударственного кризиса программа «Спящие» возобновляется.
Полковник ФСБ Андрей Родионов возвращается в Москву после пятнадцатилетней служебной командировки в Ливии и Ираке. Он потрясён изменениями, которые случились за это время с Россией, и пытается адаптироваться к новой реальности. Но долго скучать ему не приходится: Родионов получает ответственное задание: выяснить, как связаны между собой самоубийство высокопоставленного чиновника МИД, подготовка теракта группой боевиков, приезд в Москву высокопоставленного чиновника иностранной спецслужбы — специалиста по бархатным революциям, нападение на российских дипломатов в Ливии и разоблачение коррупции в органах безопасности.
В ходе расследования полковник понимает, что эти события вовсе не случайны, а представляют собой разные этапы многоходовой операции иностранных спецслужб. Параллельно с этим развивается другая сюжетная линия:  личные отношения Родионова пересекаются со служебными, некоторые из его знакомых оказываются теми самыми «спящими».

## В ролях
- Игорь Петренко — Андрей Викторович Родионов, полковник ФСБ[4][5]
- Дмитрий Ульянов — Иван Валериевич Журавлёв, журналист[5] газеты «Зеркало»
- Евгений Сармонт — главред газеты «Зеркало»
- Наталья Рогожкина — Кира Журавлёва, галеристка
- Паулина Андреева — Оксана Троицкая, телеведущая
- Юрий Беляев — Александр Ильич Нефёдов, генерал-лейтенант ФСБ[5]
- Фёдор Бондарчук — Владимир Александрович Игнатьев, вице-премьер
- Александр Рапопорт — Пол Брэдфилд, агент ЦРУ, специалист по организации протестных движений
- Олег Морозов — Джек Холифилд, агент ЦРУ
- Сергей Насибов — Майкл Маллиган, посол США в РФ (прототип Майкл Макфол)
- Грант Каграманян — Рубен Ашотович Газарян, полковник МВД
- Карина Разумовская — Лена, киллер, агент ЦРУ «Элли»
- Юрий Быков — Слава, подрывник
- Семён Шкаликов — Денис Бояринов, капитан ФСБ, начальник оперативного отдела
- Никита Павленко — Антон Куликов, сотрудник ФСБ
- Константин Стрельников — Олег Дмитриевич Соколов, полковник ФСБ, начальник аналитического отдела
- Елена Подкаминская — Полина, подруга Киры
- Вячеслав Чепурченко — Саша Терехов, блогер
- Юрий Маслак — командир спецназа
- Артём Семакин — Костя Мишин, оппозиционный активист (прототип Леонид Волков)[6]
- Ирина Луковская — Вера Тыршицкая, оппозиционная журналистка (прототип Анна Политковская)[6]
- Глеб Подгородинский — Пётр Васильевич Асмолов, адвокат-правозащитник (прототип Алексей Навальный)[6]
- Игорь Климов — Дмитрий Николаевич Урусов, советник Минтопэнерго
- Василий Мичков — Виталий Игоревич Дробышев, генеральный директор компании «Динамика 13»
- Александр Тараньжин — Владимир Георгиевич Ружейников, директор Департамента Ближнего Востока и Северной Африки МИД РФ
- Сергей Холмогоров — шифровальщик посольства
- Анатолий Дзиваев — Зелимхан Ибрагимович
- Мухаммад-Али Махмадов — Ахмед Салем, полевой командир боевиков (2-й сезон)
- Ильгар Мусаев[азерб.] — Фарид (2-й сезон)
- Игорь Миркурбанов — Павел Резник, глава банка «Сигма» (2-й сезон)
- Северия Янушаускайте — Ингрид Уотсон, глава гуманитарной организации «Миссия 44» и компании «Глоустон» (2-й сезон)
- Юсуп Омаров — Джафар Сафради, сотрудник миссии ООН (2-й сезон)
- Сергей Угрюмов — Игорь Николаевич Шапошников, сотрудник СВР (2-й сезон)
- Игорь Угольников — Пётр Ильич Шпалин, глава межбанковского комитета (2-й сезон)
- Николай Козак — Сергей Алексеевич Воронцов, полковник (2-й сезон)
- Андрей Межулис — Аркадий Львович Синельников (2-й сезон)
- Алексей Лонгин — Сергей Юрьевич Сотников, полковник ФСБ (2-й сезон)
- Мохамед Абдель Фаттах — Камаль (2-й сезон)
- Юрий Лахин — Константин Николаевич Мишин, генерал-полковник, директор ФСБ (2-й сезон)
- Святослав Насташевский — Львов (2-й сезон)
- Тимоти Сэлл[англ.] — Конан Шелби, сотрудник ЦРУ (2-й сезон)
- Андрей Мартынов — Артём Иванович Журавлёв, сын Ивана и Киры Журавлёвых
- Надя Кубайлат — Айла, жена Ахмеда Салема

## Критика
13 октября 2017 года режиссёр фильма Юрий Быков выступил с публичным осуждением своей работы над сериалом[уточнить]. В своём обращении в социальной сети «ВКонтакте» он заявил, что «предал всё прогрессивное поколение, которое что-то хотело изменить». Свой поступок он пояснил следующим образом:

Я не могу сказать, что я не понимал, на что иду, но, видимо, до конца не осознавал, насколько непростительно быть недостаточно точным, честным и аккуратным с темой в сериале «Спящие». Сотни честных людей пострадали от режима и произвола власти, которую я пытался защитить в этом сериале. Желание внести свой вклад против оранжевой революции в стране, основанное на патриотизме, — цель похвальная, но напрочь архаичная. Люди всё-таки должны протестовать и требовать справедливости, иначе не будет перемен.

Сценарист сериала Сергей Минаев и продюсер Фёдор Бондарчук охарактеризовали давление на Быкова со стороны либеральной общественности как травлю. По заявлению Бондарчука, в том, что картина вызвала такой резонанс среди зрителей, нет ничего плохого, это даже хорошо, что картина так активно обсуждается, он был готов к этому, в отличие от Быкова. Президент фонда «Академия российского телевидения» Александр Акопов сказал, что давно не видел таких нападок на режиссёров и данная ситуация, в том числе, показывает актуальность поднятых в фильме вопросов. Также Акопов сожалеет о том, что режиссёр не выдержал натиска. Владимир Хотиненко, режиссёр, член общественного совета при министерстве культуры Российской Федерации, утверждает, что это спланированная акция относительно Быкова.

## Рейтинги
По данным «Mediascope», сериал стартовал в эфире «Первого канала» с рейтингом 4,2 % и долей 14,6 %, проиграв шедшим в том же тайм-слоте сериалам «Наживка для ангела» (рейтинг — 5,2 %, доля — 18,4 %) на «России-1» и «Пёс-2» (рейтинг — 4,5 %, доля — 14,3 %) на НТВ. Несмотря на это сериал был продлён на второй сезон, который был в экстренном порядке (по словам Дмитрия Ульянова, менее чем за месяц) снят в начале 2018 года в преддверии выборов президента.
Второй сезон смотрели менее активно, чем первую часть: «Спящие 2» прошли с рейтингом 3,1 % и долей 11,0 %, проиграв сериалам «Чужая» (рейтинг — 4,4 %, доля — 12,8 %) на «России-1», «Высокие ставки» (рейтинг — 4,3 %, доля — 12,7 %), «По ту сторону смерти» (рейтинг — 3,9 %, доля — 12,5 %) и «Чума» (рейтинг — 3,3 %, доля — 10,0 %) на НТВ.

## Международный прокат
В апреле 2019 года стало известно, что стриминговый видеосервис Amazon Prime Video приобрел права на показ сериала. Об этом сообщил сценарист проекта, писатель Сергей Минаев.